# Chyliza pictipennis
Chyliza pictipennis är en tvåvingeart som beskrevs av Shatalkin 1998. Chyliza pictipennis ingår i släktet Chyliza och familjen rotflugor. Inga underarter finns listade i Catalogue of Life.